# 미스터피자
미스터피자(Mr. Pizza)는 대한민국의  피자 전문 회사이다.

## 역사
미스터피자는 본래 일본에서 재일 한국인 3세인 호소카와 요시키가 설립한 소규모 피자 전문점이었다. 1990년 정우현이 일본 미스터피자의 상표권을 도입하여 (주)한국 미스터피자를 설립, 이화여자대학교 부근에 첫 피자 매장을 열었다. 이후 대한민국 내의 미스터피자 사업은 급성장한 반면, 일본 내에서는 쇠락의 길을 걷다가 상표권만 남기고 사업을 중단했다. (주)한국 미스터피자는 일본을 제외한 미스터피자의 상표권을 얻어 미스터피자는 완전히 대한민국의 피자 브랜드가 되었다.
해외 진출도 시도하여 2000년 중국, 2015~2017년에는 동남아(필리핀, 태국, 베트남)에 진출했다. 2010년에는 일본 내의 미스터피자 상표권도 완전히 취득하였다.
2018년 12월 오너 갑질 논란 영향으로 운용사인 MP그룹의 상장 폐지 위기가 있었으나, 4개월 유예되었다.
2020년 11월 치킨 프랜차이즈 페리카나가 컨소시엄 형태로 `미스터피자`와 `마노핀` 운영 업체 MP그룹 인수를 마무리했다.

## 논란

### 배달앱 가격차별
특정 배달앱에서만 제품 가격을 대폭 올려 표기한 후 할인 이벤트를 진행하여 소비자를 기만한다는 비판이 제기되었다. 멕시칸 하바네로 피자세트 (L)은 공식 홈페이지, 매장, 배달앱 배달의 민족에서 27,900원에 판매되고 있으나, 요기요에서는 36,900원에 판매되고 있다. 특히 배달앱 Y에서는 정가를 36,900원으로 설정한 후 수시로 8,000 ~ 10,000원의 할인 이벤트를 진행한다. 이는 정가 자체를 허위로 고지하여 소비자를 기만한 것이기 때문에, 판매 채널별로 할인율이 다르다거나 하는 경우와는 차이가 크다.
| 배달의 민족 | 요기요 |  |
| ----------- | ------ |  |
|             |        |  |

## 해외 진출
2000년 미스터피자 중국 진출을 시작으로 해외시장 개척에 나서 2017년 3월 중국 143개, 필리핀 2개, 태국 4개, 베트남 1개, 인도 1개의 미스터피자 매장을 운영하고 있다.